# Бингу ва Мутарика
Бингу ва Мутарика (рођен као Брајтсон Вебстер Ракјтсон Том) (Тхјоло, 24. фебруар 1934 — Лилонгве, Малави, 6. април 2012) био је председник Малавија од 2004. године па све до своје смрти 2012. године. По занимању Мутарика је био економиста и политичар. Један је од оснивача Уједињеног демократског фронта, партије у Малавију, а након сукоба са осталим члановима, формирао је своју странку Демократску прогресивну партију. Био је и председавајући Афричке уније у периоду јануар 2010-2011. На месту председника Малавија наследила га је Џојс Банда. Његов млађи брат Питер је такође био председник Малавија.